# Minilimosina rotundipennis
Minilimosina rotundipennis är en tvåvingeart som först beskrevs av Malloch 1913.  Minilimosina rotundipennis ingår i släktet Minilimosina och familjen hoppflugor. Inga underarter finns listade i Catalogue of Life.